# Alliance des Trois Fraternités
L'Alliance des Trois Fraternités (birman : ညီနောင်မဟာမိတ်သုံးဖွဲ့ ; chinois :三兄弟联盟), également connue sous le nom d'Alliance de la Fraternité, est une alliance entre l'armée d'Arakan (AA), l'armée de l'Alliance nationale démocratique de Birmanie (MNDAA) et l'Armée de libération nationale Ta'ang (TNLA) formée en juin 2019.
L'alliance devient célèbre en 2023 en résistant à la junte birmane à la suite du coup d'État de 2021 en Birmanie. Les trois groupes armés restent d'abord silencieux sur le coup d'État, mais publient une déclaration réaffirmant l'existence de l'alliance en mars 2021. Pendant la guerre civile birmane, le groupe combat principalement dans l'État d'Arakan et dans le nord de l'État shan. Le 27 octobre 2023, l'alliance lance l'opération 1027, une offensive contre la junte dans le nord de l'État shan.

## Contexte
En 2016, à la suite de tensions accrues entre le peuple rohingya de l'État d'Arakan, dans l'ouest de la Birmanie, et les extrémistes bouddhistes alliés à l'armée birmane, le gouvernement birman lance une campagne génocidaire visant à expulser les civils rohingyas de l'État d'Arakan. Les tensions atteignent leur paroxysme après une attaque menée par des militants de l'Armée du salut des Rohingya de l'Arakan (ARSA) contre un avant-poste de la police birmane. L'Armée d'Arakan, qui combat la Tatmadaw au début des années 2010 aux côtés de l'Armée pour l'indépendance kachin (KIA), reprend ses opérations dans l'État d'Arakan après la résurgence du conflit et mène plusieurs attaques contre la Tatmadaw dans l'État d'Arakan en 2018.
L'Armée de libération nationale Ta'ang mène principalement des opérations localisées contre la Tatmadaw dans le nord de l'État shan avant le coup d'État de 2021. Bien qu'elle soit créée en 2009, plus récemment que d'autres groupes rebelles en Birmanie, la TNLA reçoit le soutien public du peuple Ta'ang et le soutien militaire d'autres groupes rebelles comme la KIA et l'United Wa State Army. Avant le coup d'État, la TNLA s'affronte régulièrement avec le Conseil de restauration de l'État shan pour le contrôle du nord de l'État shan.
L'Armée de l'Alliance nationale démocratique de Birmanie est un groupe armé ethnique représentant le peuple Kokang (en) dans le nord de la Birmanie. Avant le coup d'État, le groupe participe à des affrontements sporadiques entre la Tatmadaw et la TNLA, mais signe finalement un cessez-le-feu avec la Tatmadaw en 2019.
L'Alliance du Nord est une coalition de quatre groupes rebelles, le MNDAA, l'AA, le TNLA et le KIA, qui est fondée en 2016 pour participer aux pourparlers de paix avec le gouvernement birman (en). En avril 2017, l'Alliance du Nord, ainsi que trois autres organisations ethniques armées (l'United Wa State Army, l'Armée de l'Alliance nationale démocratique (en) et l'Armée de l'État shan - Nord (en)), forment le Comité consultatif et de négociation politique fédéral (FPNCC).

## Formation
L'Alliance des Trois Fraternités naît en juin 2019, lors de violents combats entre l'armée d'Arakan et la Tatmadaw dans l'État d'Arakan et des offensives du MNDAA et du TNLA dans l'État Shan. Au départ, l'alliance est familièrement appelé "Alliance des fraternités". Elle n'est notamment pas rejointe par la KIA, qui participe aux pourparlers de paix du gouvernement au sein du FPNCC. Les premières attaques de l'alliance ont lieu dans l'État shan et à Mandalay. Cette offensive prend fin début septembre 2019, l'alliance ayant publié une déclaration selon laquelle des pourparlers de paix ont lieu avec le gouvernement birman à Kengtung. D'autres pourparlers de paix entre les deux parties établissent un cessez-le-feu d'un mois jusqu'au 8 octobre 2019. Le cessez-le-feu suspend toute action ultérieure du MNDAA jusqu'au coup d'État de 2021. Cependant, les affrontements continuent entre l'AA et la Tatmadaw dans l'État d'Arakan, malgré une prolongation du cessez-le-feu jusqu'en 2020 par l'alliance.
Le cessez-le-feu de Kengtung se poursuit jusqu'en mars 2020. Malgré cela, la Tatmadaw déclare l'Armée d'Arakan groupe terroriste le 23 mars. Le groupe publie une autre déclaration en mai 2020, alors que les prolongations du cessez-le-feu se poursuivent, exhortant la Tatmadaw à respecter le cessez-le-feu dans l'État d'Arakan. De nouveaux pourparlers de paix aboutissent en juillet 2020, avec l'AA et l'Alliance des Trois Fraternités entamant des pourparlers de paix avec le gouvernement birman. La Tatmadaw et l'Armée d'Arakan signent un cessez-le-feu en novembre 2020 et le groupe consolide par la suite son contrôle sur une grande partie de l'État d'Arakan et agit comme un État de facto. En 2021, peu d'affrontements sont documentés entre la junte et les membres de l'Alliance des Trois Fraternités.

## Actions post-coup d'État
L'Alliance des Trois Fraternités est l'un des rares groupes rebelles à ne pas déclarer immédiatement la guerre à la junte après le coup d'État de février 2021. De ce fait, la junte donne la priorité aux négociations avec l'alliance pour tenter d'obtenir un soutien pour la junte. Début mars, la junte retire l'Armée d'Arakan de sa liste de groupes terroristes pour tenter d'obtenir un soutien alors que d'autres groupes rebelles commencent à se rebeller contre le gouvernement. Cependant, le porte-parole de l'AA, Khine Tha Khahe, déplore les actions de la Tatmadaw contre les manifestants, les qualifiant de "très cruelles et inacceptables". La TNLA et la MNDAA n'enregistrent pas non plus d'affrontements avec la Tatmadaw immédiatement après le coup d'État, les forces de la junte retirent plutôt leurs troupes du nord de l'État shan vers le sud-est de la Birmanie pour réprimer les insurgés, permettant aux deux groupes (en particulier la TNLA) d'exercer un contrôle de facto sur le nord de l'État shan.
Le 29 mars 2021, les trois groupes publient une déclaration annonçant l'opposition de l'alliance à la junte sur Facebook. L'action de l'alliance est la première action publique contre la junte menée par l'un ou l'autre des trois groupes. Dans la déclaration, les trois groupes déclarent qu'ils "réévaluent le cessez-le-feu unilatéral". Le cessez-le-feu s'effondre après la première attaque de l'alliance contre les troupes de la junte le 10 avril 2021. Lors de l'attaque, les forces de l'alliance tendent une embuscade à un avant-poste de police dans la ville de Naungmon, dans le nord de l'État shan, tuant quatorze policiers. La Tatmadaw reprend le contrôle de l'avant-poste de police une heure plus tard, alors que les combattants de l'alliance ont déjà pris la fuite.
Le reste de l'année 2021 est marqué par relativement peu d'incidents entre la junte et l'Alliance des Trois Fraternités. La MNDAA et la TNLA profitent plutôt de leur répit pour former des troupes et aider secrètement les groupes des Forces de défense du peuple (PDF) locales à Mandalay. L'alliance publie également des déclarations condamnant les actions de la junte contre les civils et lors de la bataille de Thantlang,. Dans l'État d'Arakan, l'AA profite de la première paix depuis des années pour prendre le contrôle de la majeure partie de l'État d'Arakan, déclarant en août qu'elle contrôle plus des deux tiers de l'État,.
Fin 2021, des affrontements éclatent à Kokang après que le MNDAA attaquent le village d'Ei Nie dans le nord de l'État shan. Le MNDAA répertorie également 126 incidents d'affrontements avec la Tatmadaw en novembre 2021, une escalade des affrontements qui commence en juillet,. À cette époque, le groupe gagne en force et en puissance de feu.
En décembre, les troupes de la junte larguent environ 500 parachutistes sur la ville frontalière de Namphan (en), contrôlée par le MNDAA. Plus de 100 soldats de la Tatmadaw sont tués lors du raid, et les soldats restants sont contraints de fuir. Le raid marque la première attaque majeure de la Tatmadaw contre un membre de l'alliance depuis le coup d'État, assurant de facto le contrôle du MNDAA sur Namphan. Le secrétaire de la TNLA, Tar Bone Kyaw, déclare que le raid cimente la position de l'alliance sur la junte comme étant hostile.
En février 2022, des escarmouches éclatent dans le canton de Maungdaw, dans l'État d'Arakan, ce qui conduit à une répression de la junte contre les citoyens et les zones affiliés à l'AA. En réponse, l'AA refuse de participer aux pourparlers de paix. Cinq mois plus tard, en juillet 2022, la junte lance une frappe aérienne sur une base de l'AA dans une zone administrée par l'Union nationale karen, tuant six combattants de l'AA. En réponse, l'AA tend une embuscade aux soldats de la Tatmadaw à Maungdaw, tuant quatre d'entre eux. Ces affrontements s'intensifient d'août à novembre, avec 100 batailles dans neuf cantons d'Arakan. Trente-six avant-postes de la Tatmadaw sont détruits, dont trente et un dans le nord de Maungdaw. La Tatmadaw lance une contre-offensive en novembre, mais avec de lourdes pertes civiles. Une trêve est signée le 26 novembre.
Pendant ce temps, le MNDAA et le TNLA profitent de la paix de 2022 pour consolider leur contrôle sur certaines zones et stocker des armes. Le TNLA ne mène pas d'attaques majeures contre les forces de la junte, mais lance de petits raids pour montrer sa puissance.
En 2023, l'Alliance des Trois Fraternités renforce son rejet de la junte en dénonçant les élections (en) comme une mascarade, malgré les promesses de protection constitutionnelle de la junte pour plusieurs groupes. Sur le plan militaire, l'alliance commence à soutenir de plus en plus d'autres groupes armés tels que la Force de défense des nationalités karenni,. La TNLA lance également un bref raid de recrutement en mai 2023 à Lashio, territoire contrôlé par l'armée. 

## Opération 1027
L'Alliance des Trois Fraternités lance une offensive massive dans le nord de l'État shan le 27 octobre 2023, dans le cadre d'une opération baptisée Opération 1027. L'opération est une réponse à une offensive ratée de la junte contre la ville de Laiza contrôlée par la KIA dans l'État kachin, qui fait long feu début octobre. À la fin de l'offensive ratée, la junte lance une frappe aérienne qui tue 29 personnes, principalement des enfants. Au cours de l'opération 1027, l'Alliance des Trois Fraternités capture la ville de Chinshwehaw (en) et détruit des dizaines de bases de la junte dans les montagnes du nord de shan. Des affrontements éclatent également dans les villes de Lashio, Hsenwi et Kutkai (en), les premiers combats majeurs dans ces villes pendant la guerre. L'opération reçoit les éloges et le soutien d'autres groupes rebelles, tels que les groupes PDF à Mandalay, le Front national de libération du peuple karenni, l'Armée populaire de libération et le gouvernement d'unité nationale de Birmanie.